# Берне (Павија)
Берне је насеље у Италији у округу Павија, региону Ломбардија.
Према процени из 2011. у насељу је живело 9 становника. Насеље се налази на надморској висини од 179 м.